# Hamsterley Mill
Hamsterley Mill – wieś w Anglii, w hrabstwie Durham. Leży 20 km na północny zachód od miasta Durham i 393 km na północ od Londynu.